# お願いジュンブライト
「お願いジュンブライト」（おねがいジュンブライト）は、牧野由依の楽曲。小野健・EPOが作詞、EPOが作曲を手掛けた。牧野の10枚目のシングルとして2011年4月27日にエピックレコードジャパンから発売された。
本曲は、資生堂『エリクシール ホワイト』（「守れ 純ブライト」篇）のCMソングに起用された。

## シングルリリース
カップリングの「Merry-go-round」は、自身も出演するCSドラマ『おくさまは18歳』の主題歌として使用されている。
初回生産限定盤と通常盤の2種リリースで、初回限定盤には表題曲のメイキング映像を収録したDVDが同梱されている。なお、初回生産限定盤は撮りおろし2面デジパック仕様になっている。

## 収録曲

### CD
1. お願いジュンブライト [4:41]
作詞：小野健・EPO、作曲：EPO、編曲：松本晃彦
  - 資生堂 エリクシール ホワイト（「守れ 純ブライト」篇）CMソング
2. Merry-go-round [4:45]
作詞：牧野由依、作曲・編曲：佐々倉有吾
  - CS放送 フジテレビTWO TVドラマ『おくさまは18歳』主題歌
3. う・ふ・ふ・ふ [4:03]
作詞・作曲：EPO、編曲：大坪稔明
  - EPOのカバー曲
4. お願いジュンブライト（Instrumental）

### DVD（初回生産限定盤のみ）
1. お願いジュンブライト メイキング映像

## 収録アルバム
| 曲名                 | 収録アルバム       | 発売日       | 備考                 |
| -------------------- | ------------------ | ------------ | -------------------- |
| お願いジュンブライト | 『ホログラフィー』 | 2011年7月6日 |                      |
| Merry-go-round       | 『ホログラフィー』 | 2011年7月6日 | Album ver.として収録 |